# Пізня дитина
«Пізня дитина» — радянський художній телефільм 1970 року, знятий на Кіностудії ім. О. Довженка.

## Сюжет
Розповідь ведеться від імені хлопчика Льоні — пізньої дитини. Щаслива сім'я, де другу дитину чекали 16 років. «Ранні діти з'являються швидко, самі собою, як офіційні свідоцтва в щоденнику, якщо ти пішов у школу». Сестра Льоні, архітектор Людмила, зібралася зі своїм нареченим Іваном у відрядження на півроку, а з батьком (Василь Меркур'єв), цим життєрадісним веселуном, балагуром стався інфаркт. Іван поїхав один і сталося те, що й повинно було статися з молодими людьми в розлуці. Повернувся він майже одруженим. Льоні довелося з маленького, всіма улюбленого хлопчака стати дорослим, щоб згладити рішення дорослих проблем.

## У ролях
- Василь Меркур'єв — Василь Іванович Нечаєв, батько
- Антоніна Максимова — Ольга Нечаєва, мати
- Ірина Губанова — Людмила Нечаєва, дочка
- Анатолій Адоскін — дядя Льоня, лікар-окуліст, сусід
- Леонід Куравльов — Іван
- Дмитро Шкрьоба — Льонька Нечаєв, син, пізня дитина
- Костянтин Єршов — Рукомєєв, сусід, батько Валери Рукомєєва

## Знімальна група
- Сценарист: Анатолій Алексін
- Режисер-постановник: Костянтин Єршов
- Оператор-постановник: Василь Курач
- Художник-постановник: Давид Боровський
- Композитор: Карен Хачатурян
- Текст пісень Костянтина Єршова
- Звукооператор: Костянтин Коган
- Режисер: Юлій Слупський
- Режисер монтажу: С. Новікова
- Редактор: Т. Колесніченко
- Художники: по костюмах — Т. Глинкова, по гриму — Н. Крощук
- Комбіновані зйомки: оператор — Олександр Пастухов, художник — Віктор Демінський
- Асистенти режисера: Емілія Іллєнко, Алла Сурикова
- Директор картини: Борис Жолков